# Oberwesel
Oberwesel – miasto w Niemczech, w kraju związkowym Nadrenia-Palatynat, w powiecie Rhein-Hunsrück, wchodzi w skład gminy związkowej Hunsrück-Mittelrhein.
Do 31 grudnia 2019 siedziba administracyjna gminy związkowej Sankt Goar-Oberwesel.
W mieście jest stacja kolejowa Oberwesel.